# Río Almargem
El río Almargem (en portugués, ribeira do Almargem), también llamado ribeira da Tira de Baixo, es un río del suroeste de la península ibérica que transcurre íntegramente por el Algarve (Portugal).

## Etimilogía
Almargem proviene del término árabe almarj, que significa prado o campo de pasto.

## Curso
El río Almargem se forma en la confluencia de la ribeira de Carriços y la ribeira de Gafa, junto al Bosque Nacional de Conceição. Su curso principal comienza a unos 400 m de altitud, cerca del pueblo de Borracheira, ubicado en la zona montañosa del municipio de Tavira. Inicialmente conocida como ribeira da Tira de Baixo, se une al barranco do Vale de Murta, dando lugar a la ribeira de Carriços. Aunque su curso principal se extiende por unos 25 km, el río Almargem tiene un desarrollo de aproximadamente 6 km. Desemboca en el extremo oriental de la ría Formosa, entre las localidades de Cabanas y Tavira..

## Historia
Históricamente delimita las parroquias de Conceição de Tavira y Santa Maria de Tavira. El cartógrafo e ingeniero militar José Sande de Vasconcelos cartografió el valle del río en 1774.
Hay un antiguo puente clasificado sobre este río, supuestamente desde la época romana. João Baptista da Silva Lopes lo menciona en 1841 y existe documentación que hace referencia a su existencia en el siglo XV.